# 飯田延太郎 (実業家)
飯田 延太郎（いいだ のぶたろう、1873年〈明治6年〉5月2日 - 没年不詳）は、日本の実業家。

## 経歴・人物
飯田久助の長男として、福岡県穂波郡、のちの嘉穂郡桂川村（現桂川町）で生まれた。1896年福岡県立尋常中学修猷館を経て、1898年中央大学を卒業。
1899年弁護士試験に合格し、東京地方裁判所所属弁護士を経て、独立開業する。
1910年弁護士を廃業して玄洋社に入り、鉱山業に従事。1911年北海道炭山を三井鉱山に、次いで1915年美唄炭山を三菱合資に売却して、巨利を得て実業界に進出。南満洲太興を設立して代表社員となり、天図軽便鉄路、図們鉄道、弓張嶺鉄山、天宝山銀銅鉱などの事業を経営。新登川炭鉱社長、神国生命保険社長、有隣生命保険社長、萬朝報社長なども務めた。